# Ameerega braccata
Espèce
Synonymes
- Dendrobates braccatus Steindachner, 1864
- Epipedobates braccatus (Steindachner, 1864)

Statut de conservation UICN

 LC  : Préoccupation mineure
Statut CITES
Ameerega braccata est une espèce d'amphibiens de la famille des Dendrobatidae.

## Répartition
Cette espèce est endémique du Brésil. Elle se rencontre dans les États du Mato Grosso, du Mato Grosso do Sul et du Goiás.

## Publication originale
- Steindachner, 1864 : Batrachologische Mittheilungen. Verhandlungen der Kaiserlich-Königlichen Zoologisch-Botanischen Gesellschaft in Wien, vol. 14, p. 239–288 (texte intégral).